# Merkuriusz (biskup koptyjski)
Merkuriusz (ur. 2 października 1958) – duchowny Koptyjskiego Kościoła Ortodoksyjnego, od 2009 biskup Dżirdży.

## Życiorys
Śluby zakonne złożył 28 lutego 1990 w klasztorze Rzymian. Święcenia kapłańskie przyjął 28 czerwca 1997. Sakrę otrzymał 7 czerwca 2009.